# ويلسون هاريس (لاعب كرة قدم)
ويلسون هاريس (بالإنجليزية: Wilson Harris)‏ هو لاعب كرة قدم أمريكي في مركز الهجوم، ولد في 28 نوفمبر 1999 في لوس أنجلوس في الولايات المتحدة. لعب مع سويب بارك رينجرز.

## وصلات خارجية
- ويلسون هاريس (لاعب كرة قدم) على موقع الدوري الأمريكي (الإنجليزية)
- ويلسون هاريس (لاعب كرة قدم) على موقع قاعدة بيانات كرة القدم.إي يو (الإنجليزية)
- ويلسون هاريس (لاعب كرة قدم) على موقع Soccerway.com (الإنجليزية)